# Rechthoekfunctie

de rechthoek functie voor a = 1

De rechthoekfunctie of rechthoekpuls is een functie die veel wordt gebruikt in de fourieranalyse.
De functie is als volgt gedefinieerd: 
{\displaystyle {\rm {rect}}_{a}(t)=\sqcap (t)={\begin{cases}1&{\mbox{voor }}|t|<{\frac {a}{2}}\\\\0&{\mbox{voor }}|t|>{\frac {a}{2}}\\\\{\frac {1}{2}}&{\mbox{voor }}|t|={\frac {a}{2}}\end{cases}}}
De rechthoekfunctie is (voor {\displaystyle |t|\neq {\tfrac {a}{2}}}) 
ook makkelijk uit te drukken in de stapfunctie: 
{\displaystyle {\rm {rect}}_{a}(t)=H\left(t+{\frac {a}{2}}\right)H\left(-t+{\frac {a}{2}}\right)=H\left(t+{\frac {a}{2}}\right)-H\left(t-{\frac {a}{2}}\right)}
De fouriergetransformeerde van de rechthoekfunctie is:
{\displaystyle {\rm {rect}}_{a}(t)\longleftrightarrow a\cdot {\rm {sinc}}_{a}(\omega /2)}.

## Verdere bewerkingen

Driehoekfunctie

De driehoekfunctie kan uitgedrukt worden als de convolutie van twee rechthoekfuncties: 
{\displaystyle {\rm {trian}}_{a}(t)=({\rm {rect}}_{a}*{\rm {rect}}_{a})(t)=\int _{-\infty }^{\infty }{\rm {rect}}_{a}(s){\rm {rect}}_{a}(t-s){\hbox{d}}s}